# Фукуда Ясуо
Фуку́да Ясуо́ (яп. 福田 康夫; 16 липня 1936, Токіо, Сетаґая-ку) — 91-й прем'єр-міністр Японії (26 вересня 2007 — 24 вересня 2008), наступник Абе Сіндзо. Старший син Фукуди Такео (1905—1995), прем'єр-міністра в 1976—1978.

## Короткі відомості
Фукуда Ясуо народився 16 липня 1936 у Токіо, районі Сетаґая-ку. Під час війни його сім'я переїхала до Такасакі у префектурі Ґумма, де він провів своє дитинство і юність.
У 1959 закінчив політико-економічний факультет токійського Університету Васеда.
У 1959—1976 працював в нафтопереробній компанії.
У 1977–1978 очолював секретаріат прем'єр-міністра Фукуди Такео, свого батька, а потім протягом 1979–1989 був його особистим секретарем, після того як той пішов у відставку.
У 1995–1996 — парламентський заступник міністра закордонних справ. Потім посідав різні партійні посади в Ліберально-демократичній партії.
Фукуда впродовж трьох з половиною років обіймав посаду головного секретаря уряду в кабінеті прем'єр-міністра Коїдзумі Дзюнітіро. Він був головним радником прем'єра і вважався його ймовірним наступником, проте був вимушений залишити свою посаду в 2004 році через пенсійний скандал.
З 23 вересня 2007 став головою Ліберально-демократичної партії Японії, заступивши на цій посаді Абе Сіндзо. Затверджений Палатою представників Парламенту Японії з перевагою більше 100 голосів, хоча Палата радників, де більшість місць займає опозиція, підтримала іншу кандидатуру Одзави Ітіро, голову Демократичної партії Японії.
Фукуда обіцяє провести пенсійну реформу, через невиконання якої ліберал-демократи Абе Сіндзо зазнали поразки на виборах до Палати радників у 30 липня 2007 року.
1 вересня 2008 проголосив про свою відставку з поста прем'єр-міністра. Але він залишається на посту до обрання 22 вересня 2008 нового голови Ліберально-демократичної партії Японії на позачергових сборах цієї партії.
24 вересня 2008 передав повноваження своєму наступнику на посаді Прем'єр-міністра Японії — Асо Таро.